# Begraafplaats Oostergaarde

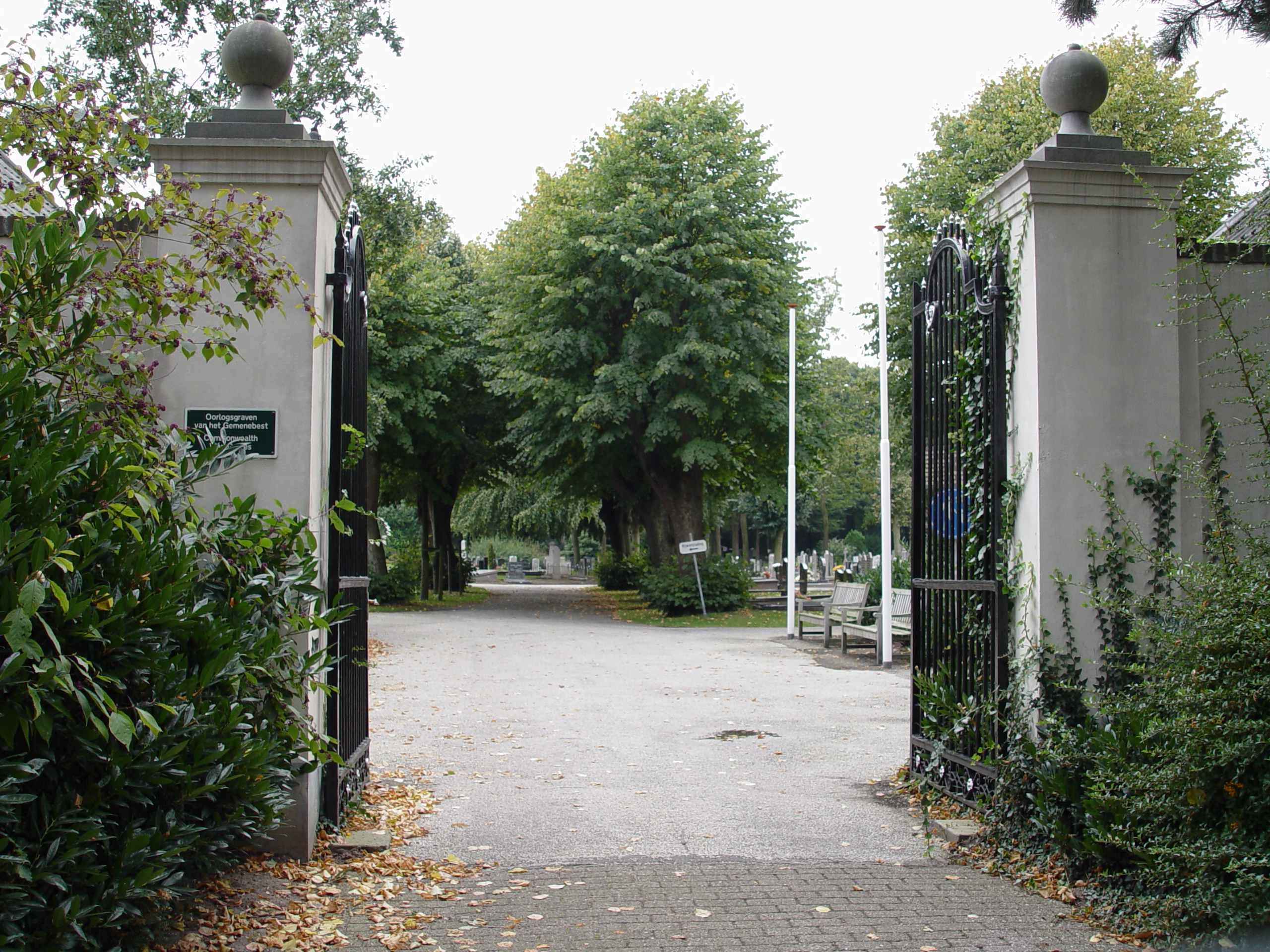
Toegangspoort

Begraafplaats Oostergaarde is een begraafplaats op adres Oosteinde 12 in de Nederlands plaats Harderwijk (Gelderland).
Er kunnen ook urnen worden bijgezet en er is een asstrooiveld.
Sinds begin 2003 wordt wegens ruimtegebrek voornamelijk nog begraven op begraafplaats Elzenhof.

## Oorlogsmonument

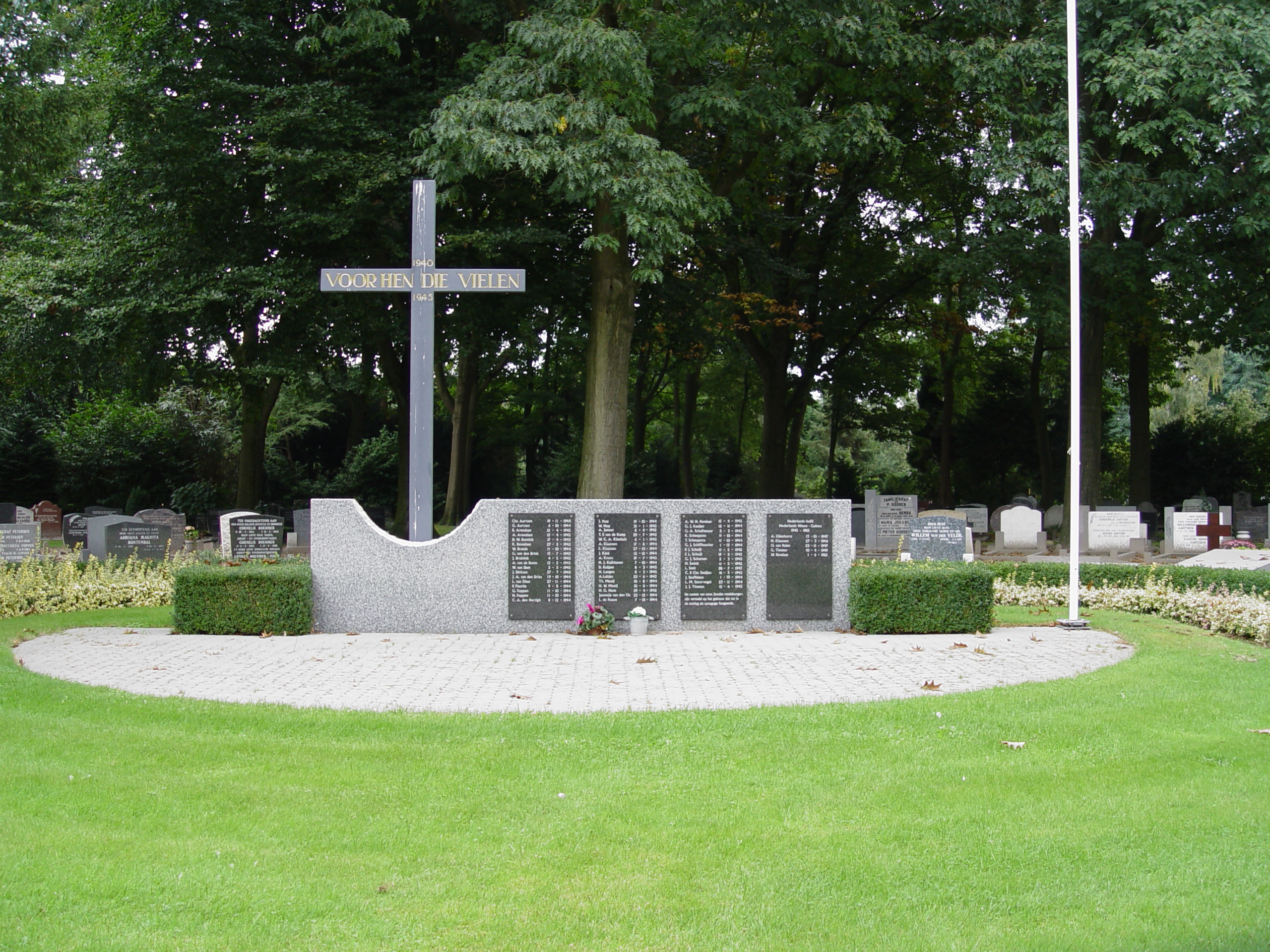
Monument voor burgerslachtoffers

Op de begraafplaats staat een monument voor burgerslachtoffers uit de Tweede Wereldoorlog.
Het is gemaakt naar ontwerp van J.G. de Groot; het werd onthuld op 11 april 1995.
De gedenksteen is gemaakt van gepolijst graniet en is 4,8 meter breed en 1,2 meter hoog.
Achter de steen staat een zwart kruis met de tekst 1940 - Voor hen die vielen - 1945.
Op de steen zijn gedenkplaten bevestigd met de namen van 56 burgerslachtoffers, alsmede van vijf oorlogsslachtoffers uit het voormalige Nederlands-Indië en Nieuw-Guinea.
Een gerelateerde gedenkplaat bevindt zich op de voormalige synagoge aan de Jodenkerksteeg.

## Oorlogsgraven van het Gemenebest

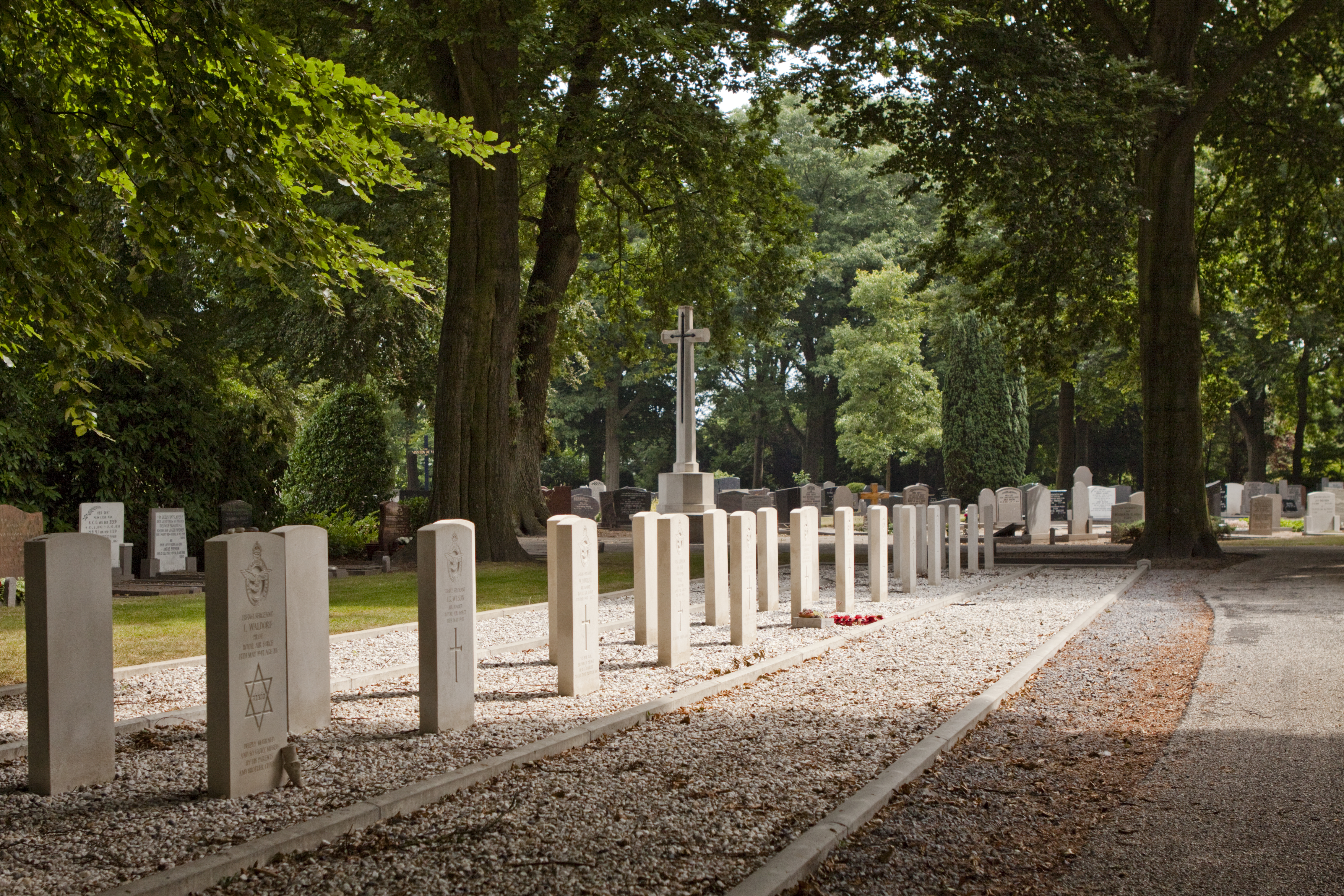
Cross of Sacrifice met Britse graven

Op de begraafplaats, in het zuidoostelijk deel, liggen in twee perken 45 doden uit de Tweede Wereldoorlog begraven, afkomstig uit landen van het Gemenebest.
Het waren allemaal vliegeniers van wie het stoffelijk overschot in 1941 of daarna werd aangetroffen in het IJsselmeer of op het land in de omgeving.
Op de begraafplaats staat een herdenkingskruis (Cross of Sacrifice) naar ontwerp van Sir Reginald Blomfield.
Het is uitgevoerd in natuursteen, en er is een bronzen zwaard op aangebracht.
Deze graven staan bij de Commonwealth War Graves Commission vermeld als Harderwijk General Cemetery

## Belgisch Militair Ereveld 1914-1918

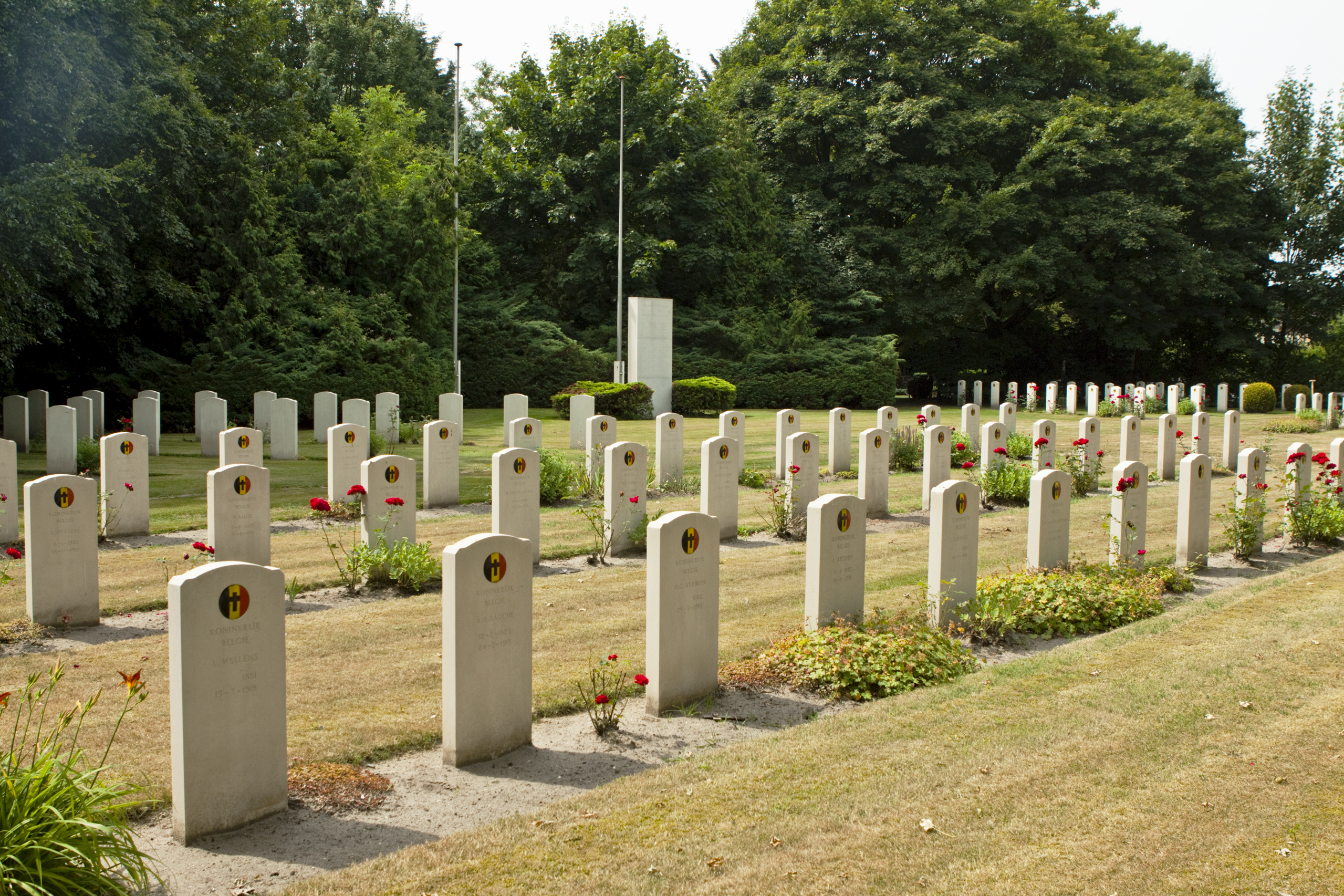
Belgische militaire graven

Op een perk op de begraafplaats bevindt zich dit ereveld met Belgische militairen die in Nederland waren geïnterneerd en tijdens die internering of voor hun repatriëring zijn overleden (er zijn in oktober 1914 meer dan 33000 Belgische militairen naar Nederland gevlucht om niet krijgsgevangen te worden gemaakt; vooral de Spaanse griep heeft in 1918 en 1919 veel slachtoffers gemaakt).
Er liggen hier 225 Belgische militairen en op een monument staan er nog eens 124 die toen zijn gestorven maar hier niet konden worden herbegraven.
Pas in 1960 werden de graven hier bijeengebracht; voor die tijd lagen deze doden begraven nabij de plaats waar zij ondergebracht waren.
Men koos Harderwijk als locatie voor centralisatie omdat er daar toen al een flink aantal begraven lag.
In de buurt van het ereveld ligt een zesjarig meisje begraven, Woutje van de Velde, die door een Belgische geïnterneerde korporaal misbruikt en vermoord werd in 1917. Als gebaar financierde de Belgische regering na de oorlog het graf, dat een onvolgroeide boom voorstelt. Woutje van de Velde is hierdoor een van de weinige Nederlandse slachtoffers van de Eerste Wereldoorlog

## Graven
Op Oostergaarde zijn onder andere begraven:
- Marguerite Cornélie van Eeghen (1928-2016), filantrope en bestuurder
- Eibert den Herder (1876-1950), ondernemer en activist
- Vilmos Huszár (1884-1960), Hongaars-Nederlands kunstschilder
- Maarten Langbroek (1918-1985), tekenaar en docent
- Duco Wilhelm Sickinghe (1888-1983), militair en bestuurder
- Feijo Onno Joost Sickinghe (1926-2006), captain of industrie en bestuurder